# Stygimoloch
Stygimoloch ("diable banyut del riu de la mort") és un gènere de dinosaure paquicefalosàurid del Cretaci superior, de fa uns 65 milions d'anys. Es coneix de la formació de Hell Creek i de la formació de Lance de l'interior oest (Estats Units), on va conviure amb tiranosaures i triceratops.